# قلعه کل حسن صباح
قلعه مؤمن‌آباد با نام محلی قلعه کَل حسن صباح قلعه‌ای تاریخی واقع بر تپه‌ای در شهرستان سربیشه و در نزدیکی روستای تغندیک در استان خراسان جنوبی ایران است. این قلعه از پناهگاه‌ها و مراکز اصلی اسماعیلیان در ایالت قهستان بوده است.

## تاریخچه
با وجود اهمیت آن، از این قلعه فقط اشاراتی اندک در متون تاریخی به جای مانده‌است. این قلعه در زمان حسن صباح در تصرف اسماعیلیان تحت امر حسین قائنی بود. اندکی بعد همزمان با محاصره ناموفق الموت به فرمان سلطان ملکشاه یکم سلجوقی و وزیرش نظام‌الملک، جنگجویانی از سیستان و خراسان تحت امر امیر قزل‌صارغ قلعه مرزی دره (درح؟) را که وابسته به قلعه مؤمن‌آباد بود محاصره کردند اما با مرگ سلطان ملکشاه، سلجوقیان محاصره را رها کردند.
هنگامی که حسن علی‌ذکره‌السلام به امامت رسید در مراسمی معروف در قلعه الموت اعلام قیامت کرد. دو ماه بعد همان مراسمی به شیوه‌ای مشابه در قلعه مؤمن‌آباد تکرار شد که نشان می‌دهد در آن زمان این قلعه احتمالاً مهمترین مرکز اسماعیلیان در قهستان بوده است. در زمان لشکرکشی هلاکو خان به ایران به جز قسمت امیرنشین این قلعه مابقی آن به طور کامل تخریب شد. هیچ گزارشی از حمله نظامی به این قلعه وجود ندارد.
این اثر تاریخی در ۲۴ فروردین ۱۳۸۲ با شمارهٔ ثبت ۸۲۷۹ به‌عنوان یکی از آثار ملی ایران به ثبت رسیده است.

## مشخصات
طبق گزارش پیتر وایلی که در سال ۱۹۶۷ میلادی قلعه را بررسی کرده بود، مؤمن‌آباد در آن زمان بر بالای تپه‌ای در نزدیکی روستایی به نام «نصرآباد» قرار داشت. ارتفاع قلعه نسبت به آن روستا ۴۰۰ متر و نسبت به سطح دریا ۲۴۷۰ متر بود. ابعاد قلعه فقط پس از رسیدن به نزدیکی دروازه آن قابل مشاهده است. پلان قلعه به صورت U-شکل و به طول نزدیک به ۳۰۰ متر است که بخش‌های آن بر بالای سه تپه متصل به هم قرار گرفته‌اند. محوطه غربی قلعه تا حدودی مسطح‌تر است و احتمالاً به عنوان مسجد به کار می‌رفته‌است. محوطه شرقی قلعه که بزرگتر است محل زندگی ساکنان قلعه بوده‌است. این دو محوطه توسط مسیری باریک و طویل به هم متصل‌اند که در وسط آن، یعنی بالای تپه مرکزی، قسمت امیرنشین قلعه قرار دارد که تا حد زیادی سالم باقی مانده است. در بخش‌های مختلف قلعه آب‌انبارها، اتاق‌ها برای ذخایر آذوقه و معابر زیرزمینی متعدد دیده می‌شود. دو تونل زیرمینی قلعه را به چشمه‌هایی در دو کیلومتری شمال قلعه هدایت می‌کنند.